# Сафонов, Александр Николаевич (лётчик)
Алекса́ндр Никола́евич Сафо́нов (1923—1979) — заслуженный лётчик-испытатель СССР (20 сентября 1967), полковник (1961).

## Биография
Родился 12 июня 1923 года в деревне Богдановка ныне Кизильского района Челябинской области. Русский. В 1939 году окончил 8 классов школы, в 1940 году — Белорецкий аэроклуб. Жил в городе Баймак (Башкортостан).
В армии с декабря 1940 года. В 1942 году окончил Энгельсскую военную авиационную школу лётчиков, в 1943 году — курсы лётчиков-инструкторов при Омской военной авиационной школе лётчиков.
В 1943—1950 — лётчик-инструктор Энгельсского военного авиационного училища лётчиков. В 1950 году окончил Высшую офицерскую авиационно-инструкторскую школу (город Грозный).
С июня 1950 года по март 1952 года участвовал в создании военного авиационного училища лётчиков в городе Харбин (Китай). В 1952 году окончил курсы при Школе лётчиков-испытателей.
С марта 1952 года по декабрь 1975 года — лётчик-испытатель Воронежского авиазавода. Поднял в небо и провёл испытания головного Ту-16 завода (в 1955 году). Испытывал серийные реактивные бомбардировщики Ил-28 (в 1952—1955 годах) и Ту-16 (в 1955—1957 годах), пассажирские самолёты Ан-10 (в 1958—1961 годах), транспортные самолёты Ан-12 (в 1960—1965 годах), сверхзвуковые перехватчики Ту-128 (в 1962—1971 годах), сверхзвуковые пассажирские самолёты Ту-144 (в 1973—1975 годах) и их модификации. С сентября 1976 года полковник А. Н. Сафонов — в запасе.
27 ноября 1969 года в аварийной ситуации на предельно малой высоте был вынужден катапультироваться из сверхзвукового перехватчика Ту-128.
Жил в Воронеже. Умер 13 октября 1979 года. Похоронен на Коминтерновском кладбище.

## Награды
- орден Октябрьской Революции (26.04.1971)
- орден Красной Звезды (18.08.1945)

- орден «Знак Почёта» (21.08.1964)

Памятник на могиле А. Н. Сафонова

- медаль «За боевые заслуги» (17.05.1951)
- другие медали
- китайская медаль «Китайско-советская дружба»

## Почётные звания
- заслуженный лётчик-испытатель СССР (20.09.1967)